# Валерій Божинов
Валерій Божинов (болг. Валери Божинов, нар. 15 лютого 1986, Горішня Оряховиця) — болгарський професійний футболіст і тренер, нападник клубу «Костенець».
Протягом своєї кар'єри Божінов грав за вісімнадцять різних клубів під час різних періодів в Італії, а також в Англії, Португалії, Болгарії, Сербії, Хорватії, Китаї та Швейцарії. На міжнародному рівні він також виступав за збірну Болгарії. Його прізвище іноді транслітерується як Божинов.

## Клубна кар'єра
Народився 15 лютого 1986 року. Вихованець юнацьких команд футбольних клубів П'єта Готспурс та «Лечче».

### Лечче
Божінов оселився в місті Лечче, де продовжив навчання, граючи за молодіжні команди Лечче. Він дебютував в італійській Серії А 27 січня 2002 року у віці 15 років і 11 місяців, ставши наймолодшим іноземним гравцем, який виступав на вищому рівні італійського футболу. Він забив свій перший гол у вищому дивізіоні 6 січня 2004 року під час домашньої поразки з рахунком 2:1 проти «Болоньї», ставши наймолодшим іноземним гравцем, який забив у Серії А.

### Фіорентина
Божинов був придбаний Фіорентиною в січні 2005 року. Він дебютував у клубі проти «Палермо», зігравши повний матч 2 лютого 2005 року. 26 лютого 2005 року він забив свій перший гол за «Фіорентину» у ворота «Удінезе». 8 травня 2005 року Божинов забив переможний гол на 79-й хвилині проти «К'єво» на «Стадіо Марк'Антоніо Бентегоді» в гостях, які перемогли з рахунком 2:1. Протягом сезону 2004-2005 Божинов провів дев'ять матчів, забив два голи.

### Ювентус
На сезон 2006-2007 «Фіорентина» орендувала Божінова «Ювентусу», який щойно вилетів до Серії B.

### Манчестер Сіті
3 серпня 2007 року було повідомлено, що Божінов завершив свій перехід до клубу англійської Прем'єр-ліги «Манчестер Сіті», підписавши чотирирічний контракт за нерозголошеною угодою про гонорар. 11 серпня 2007 року він дебютував за клуб у виїзній грі проти «Вест Гем Юнайтед» на «Болейн Граунд» з рахунком 2:0, вийшовши на заміну Роландо Б’янкі на 60-й хвилині матчу чемпіонату.
Божинов був виключений з гри на п'ять місяців після того, як він отримав травму зв'язок коліна в матчі проти "Манчестер Юнайтед" у серпні 2007 року. Він повернувся до повноцінних тренувань 22 січня 2008 року, забивши п'ять голів у грі з відскоком. 11 лютого 2008 року Божинов зіграв у грі резервного складу «Манчестер Сіті», де вийшов на заміну та забив головою після навісу Еміля Мпензи. Менеджер «Манчестер Сіті» Свен-Йоран Ерікссон сказав Божинову, що він не буде готовий грати в грі проти «Евертона» 25 лютого 2008 року. Йому не вдалося повернутися до основної команди в сезоні 2007–2008 років, але він кілька разів виступав за резервний склад і був включений у тур Сіті по Азії.
Божинов забив свій перший гол за клуб більше ніж за рік у передсезонній товариській грі проти Стокпорт Каунті. Він також забив переможний гол у товариському матчі проти «Мілана» 9 серпня 2008 року. 17 серпня 2008 року Божинов був виключений на шість місяців після травми ахілла, коли він вибігав на поле для розминки проти «Астон Вілли».
У середині лютого 2009 року менеджер «Манчестер Сіті» Марк Хьюз заявив, що Божінов збирається зіграти тренувальний матч «за зачиненими дверима», оскільки він наближається до свого повернення до основної команди. 17 лютого 2009 року він зіграв 65 хвилин за резерв. Він навіть забив пенальті проти суперника з «Манчестер Юнайтед» у резервній грі, відновлюючи фізичну форму для матчу.
Божінов повернувся в футбольну Прем'єр-лігу, вийшовши на заміну на 89-й хвилині проти "Вест Хема" 1 березня 2009 року. Потім він знову з'явився на заміну в "Манчестер Сіті", вийшовши на 83-й хвилині замість Елано в матчі проти "Астон Вілли".  22 березня 2009 року Божінов вперше вийшов у стартовому складі з 2007 року під час домашньої перемоги над «Сандерлендом» з рахунком 1:0, але був замінений на 65-й хвилині на повернення травмованого Крейга Белламі. Він забив свій перший гол у чемпіонаті під час поразки з рахунком 2:1 проти «Тоттенхема» 16 травня 2009 року, через чотири хвилини після того, як вийшов на заміну замість свого співвітчизника Мартіна Петрова на 61-й хвилині на «Вайт Харт Лейн».

### Парма
29 липня 2009 року було оголошено, що Божінов приєднається до італійської «Парми» за угодою оренди на один сезон. Він вирішив носити номер 86. 23 вересня 2009 року він забив свій перший офіційний гол за Парму проти Лаціо на Стадіо Олімпіко. Він також виграв пенальті для своєї команди; матч закінчився виїзною перемогою з рахунком 2-1. 24 березня 2010 року Божинов забив гол у ворота «Мілана» на 90-й хвилині домашньої перемоги з рахунком 1:0. Протягом сезону 2009–2010 Божинов провів 31 матч у всіх турнірах, забивши вісім голів.
4 липня 2010 року було підтверджено, що Парма завершила постійне підписання Божинова. Проте Божінов пережив важкий сезон, в основному обмежившись лавою запасних завдяки комбінації своїх власних нерівноцінних результатів; регулярне використання лише одного нападника в команді; і регулярні голи від Ернана Креспо та Амаурі на початку та в кінці сезону відповідно.

### Спортінг
6 липня 2011 року португальська сторона Sporting CP підписала з Божиновим п'ятирічний контракт, заплативши 2,6 мільйона євро за 80% його реєстраційних прав, що могло зрости до 3,5 мільйона євро залежно від його виступів. Його перехід до «Спортінга» призвів до того, що чилійський півзахисник Хайме Вальдес перейшов на правах оренди в «Парму» в рамках обміну.
У той час, коли він виступав за лісабонський клуб, його в основному використовував тренер Домінгуш Пасіенсія як заміну. Він дебютував у першій команді 25 серпня проти датського «Нордшелланда» в матчі плей-оф Ліги Європи УЄФА. 24 жовтня він вперше забив за «Спортінг» у матчі проти Гіл Вісенте. У матчі проти «Барселуша» Божінов допоміг своїй команді знищити суперника з рахунком 6:1 у восьмому матчі тижня Прімейра Ліги.
20 січня 2012 року «Спортинг» оголосив Божинова персоною нон-грата, заборонивши йому вхід на стадіон або тренувальну академію через його дії в матчі Taça da Liga проти «Морейренсе», який відбувся напередодні. На 92-й хвилині «Спортінг» отримав вирішальний пенальті, який у разі забиття приніс би команді перемогу. Регулярний виконавець пенальті «Спортінга», Матіас Фернандес, приготувався виконати удар, але Божінов відібрав у нього м’яч, відштовхнув його та наполягав, щоб він виконав удар, незважаючи на те, що він ніколи не реалізовував пенальті за «Спортінг» і не забивав пенальті в офіційній грі з 2006 року. Йому не вдалося забити, що розлютило вболівальників і менеджерів «Спортінга», які згодом дискваліфікували Божінова на підставі того, що він не поважав рішення тренера, а отже, і правила клубу. Потім він приєднався до свого колишнього клубу Лечче на правах оренди.

### Оренда у Вероні та Віченці
31 серпня 2012 року було оголошено, що Божінов став офіційним гравцем «Верони», підписавши річну оренду. Однак 17 січня 2013 року він підписав окрему шестимісячну оренду з командою другого дивізіону «Віченца». Він забив свій перший гол у другій грі за «Віченцу» проти «Юве Стабія» 2 лютого. Божінов знову забив 26 лютого, в дублі проти «Гроссето» в гостях, які перемогли з рахунком 2:1.
6 вересня 2013 року контракт між Божиновим і «Спортінгом» був розірваний.

### Левська Софія
В останній день січня 2014 року було підтверджено, що Божінов підписав контракт з болгарською стороною Левскі Софія, і вперше в своїй кар'єрі він буде грати за клуб у своїй країні. Він забив гол під час свого неофіційного дебюту 7 лютого в поразці 4–2 у товариському матчі проти чеської команди «Тепліце». Божінов забив свій перший гол в офіційному матчі 12 березня в перемозі 3:1 над «Ботевом» (Пловдив) у грі Кубка Болгарії. 11 травня 2014 року Боджинов забив два голи в домашньому поразці з рахунком 3:2 проти чемпіона «Лудогорець» (Разград).

### Тернана
У вересні 2014 року Божінов розірвав контракт із «Левскі» та перейшов у італійську Серію B «Тернану» на правах вільного агента за річним контрактом. Він дебютував у матчі проти «Болоньї» 23 вересня, відігравши всі 90 хвилин. 4 листопада в матчі проти «Віртус Ентелла» на «Стадіо Комунале» Божінов забив свій перший гол за «Тернану», зрівнявши рахунок на 49-й хвилині в поразці з рахунком 2:1. 17 січня 2015 року Божинов зробив дубль у домашньому матчі проти «Кротоне» (2:1); другий гол був фантастичним ударом з 40 метрів.

### Партизан
14 червня 2015 року Божинов підписав дворічний контракт із сербським «Партизаном». Колишній гравець «Партизана» і збірна Болгарії Іван Іванов порекомендував «Партизан» Божинову. Божинов взяв номер 86 на футболці і сказав, що це його щасливий номер, і вирішив носити його на футболці. 14 липня 2015 року офіційно дебютував за клуб у другому кваліфікаційному раунді Ліги чемпіонів УЄФА проти «Діли Горі». У матчі провів на полі 77 хвилин, не забив. 17 липня 2015 року в матчі проти «Металаца» Божинов забив свій перший гол за «Партизан». У цьому матчі він забив один гол і зробив дві результативні передачі в домашньої перемоги з рахунком 4:0. 25 липня 2015 року Божинов двічі забив у ворота «Ягодини» в домашньому матчі з рахунком 6:0.
22 жовтня 2015 року Божінов вийшов у стартовому складі проти «Атлетик Більбао» на своєму першому груповому етапі Ліги Європи УЄФА сезону 2015–16. 13 грудня 2015 року Божинов вийшов на заміну замість Івана Шапоніча на 59-й хвилині та відзначився дублем у ворота «Рада». Взимку 2016 року «Партизан» відхилив окремі пропозиції на 2 мільйони євро від «Спортінга» з Хіхона та «Райо Вальєкано» щодо Божинова. У січні 2016 року під час інтерв'ю він пообіцяв будь-якому товаришу по команді, який заб'є один із його голів, що він дасть йому 500 євро.
17 лютого 2017 року розірвав контракт з «Партизаном» за згодою сторін.

### Мейчжоу Хакка
У березні 2017 року він підписав контракт з китайським клубом другого рівня «Мейчжоу Хакка».

### Лозанна
У липні 2017 року Божинов підписав дворічний контракт зі швейцарською «Лозанною», однак у жовтні він розірвав контракт з клубом.
Рієка
У лютому 2018 року Божінов на правах вільного агента підписав контракт з хорватською «Рієкою». Спочатку він був підписаний до червня 2018 року з можливістю продовження. Він офіційно дебютував за клуб у півфіналі Кубка Хорватії з футболу 2017–18 проти «Динамо Загреб» 4 квітня 2018 року, вийшовши на заміну на 78-й хвилині. У своєму дебюті в чемпіонаті проти «Інтера» 8 травня 2018 року Божінов вийшов на заміну на 76-й хвилині і за три хвилини на полі віддав результативну передачу на п'ятий гол «Рієки». 5 червня 2018 року контракт Божінова продовжили ще на один сезон. 20 серпня 2018 року ХНК Рієка та Божінов домовилися про розірвання контракту з клубом.

### Повернення до Болгарії
Навесні 2019 року Божінов виступав за софійський Левскі, забив вирішальний гол у плей-оф проти Етара, який допоміг команді кваліфікуватися до Ліги Європи УЄФА. Його час у "синіх" був затиснутий між двома періодами в Ботев Враца - одним у другій половині 2018 року, під час якого він зарекомендував себе як важливий гравець для клубу, і коротким, невтішним перебуванням восени 2019 року

### Пескара
У лютому 2020 року Божинов приєднався до клубу Серії B «Пескара». 23 лютого 2020 року він був вилучений з поля ще до того, як зміг дебютувати (сидячи на лавці запасних проти Кротоне) рефері матчу за образливу лексику. Він вперше з'явився в офіційному матчі 4 березня, після того, як вийшов на заміну в другому таймі в поразці 2:0 на виїзді проти Спеції.

### Третя оренда в Софії Левскі
У вересні 2020 року Божінов втретє в кар'єрі повернувся в софійський «Левскі». Хоча він не грав регулярно, він став улюбленцем уболівальників завдяки своїй відданості клубу та лідерським якостям. 21 жовтня 2020 року він забив свій перший гол у сезоні в першому старті після повернення проти «Партизан Червен Бряг» у 1/8 фіналу Кубка Болгарії [57]. 23 травня 2021 року забив переможний гол у ворота «Чорного моря». 16 липня 2021 року його контракт з командою було продовжено ще на один сезон.

## Менеджерська кар'єра
25 червня 2022 року Божинов був оголошений новим помічником тренера Славко Матіча в «Септемврі Софія», який ще грав за клуб.

## Виступи за збірні
Протягом 2007–2009 років залучався до складу молодіжної збірної Болгарії. На молодіжному рівні зіграв у 3 офіційних матчах, забив 3 голи.
2004 року дебютував в офіційних матчах у складі національної збірної Болгарії. Наразі провів у формі головної команди країни 43 матчі, забивши 6 голів.
У складі збірної був учасником чемпіонату Європи 2004 року у Португалії.

## Особисте життя
Божинов зустрічався з болгарською співачкою Алісією. 12 вересня 2007 року вона народила сина Валерія.
З 2011 по 2015 роки був одружений з болгарською Playboy Playmate Ніколетою Лозановою.1 квітня 2012 року вона народила дочку Ніколь.

## Статистика виступів

### Статистика клубних виступів
| Сезон                 | Команда               | Чемпіонат             | Чемпіонат | Чемпіонат | Національний кубок | Національний кубок | Національний кубок | Континентальні кубки | Континентальні кубки | Континентальні кубки | Інші змагання | Інші змагання | Інші змагання | Усього | Усього |
| Сезон                 | Команда               | Ліга                  | Ігор      | Голів     | Ліга               | Ігор               | Голів              | Ліга                 | Ігор                 | Голів                | Ліга          | Ігор          | Голів         | Ігор   | Голів  |
| --------------------- | --------------------- | --------------------- | --------- | --------- | ------------------ | ------------------ | ------------------ | -------------------- | -------------------- | -------------------- | ------------- | ------------- | ------------- | ------ | ------ |
| 2001–02               | «Лечче»               | A                     | 2         | 0         | КІ                 | 0                  | 0                  | -                    | -                    | -                    | -             | -             | -             | 2      | 0      |
| 2002–03               | «Лечче»               | B                     | 15        | 2         | КІ                 | 0                  | 0                  | -                    | -                    | -                    | -             | -             | -             | 15     | 2      |
| 2003–04               | «Лечче»               | A                     | 28        | 3         | КІ                 | 0                  | 0                  | -                    | -                    | -                    | -             | -             | -             | 28     | 3      |
| 2004–05               | «Лечче»               | A                     | 20        | 11        | КІ                 | 3                  | 3                  | -                    | -                    | -                    | -             | -             | -             | 23     | 14     |
| 2004-05               | «Фіорентина»          | A                     | 9         | 2         | КІ                 | 0                  | 0                  | -                    | -                    | -                    | -             | -             | -             | 9      | 2      |
| 2005–06               | «Фіорентина»          | A                     | 27        | 6         | КІ                 | 5                  | 3                  | -                    | -                    | -                    | -             | -             | -             | 32     | 9      |
| Усього Фіорентина     | Усього Фіорентина     | Усього Фіорентина     | 36        | 8         |                    | 5                  | 3                  |                      | -                    | -                    |               | -             | -             | 41     | 11     |
| 2006–07               | Ювентус               | B                     | 18        | 5         | КІ                 | 3                  | 2                  | -                    | -                    | -                    | -             | -             | -             | 21     | 7      |
| 2007–08               | Манчестер Сіті        | ПЛ                    | 3         | 0         | КА+КЛ              | 0                  | 0                  | -                    | -                    | -                    | -             | -             | -             | 3      | 0      |
| 2008–09               | Манчестер Сіті        | ПЛ                    | 8         | 1         | КА+КЛ              | 0                  | 0                  | КУЄФА                | 1                    | 0                    | -             | -             | -             | 9      | 1      |
| Усього Манчестер Сіті | Усього Манчестер Сіті | Усього Манчестер Сіті | 11        | 1         |                    | 0                  | 0                  |                      | 1                    | 0                    |               | -             | -             | 12     | 1      |
| 2009–10               | «Парма»               | A                     | 30        | 8         | КІ                 | 1                  | 0                  | -                    | -                    | -                    | -             | -             | -             | 31     | 8      |
| 2010–11               | «Парма»               | A                     | 31        | 3         | КІ                 | 2                  | 0                  | -                    | -                    | -                    | -             | -             | -             | 33     | 3      |
| Усього Парма          | Усього Парма          | Усього Парма          | 61        | 11        |                    | 3                  | 0                  |                      | -                    | -                    |               | -             | -             | 64     | 11     |
| 2011-12               | «Спортінг»            | ПЛ                    | 8         | 2         | КП+КЛ              | 2+1                | 0                  | ЛЄ                   | 5                    | 1                    | -             | -             | -             | 16     | 3      |
| 2011–12]]             | «Лечче»               | A                     | 10        | 1         | КІ                 | -                  | -                  | -                    | -                    | -                    | -             | -             | -             | 10     | 1      |
| Усього Лечче          | Усього Лечче          | Усього Лечче          | 75        | 17        |                    | 3                  | 3                  |                      | -                    | -                    |               | -             | -             | 78     | 20     |
| 2012-13               | «Верона»              | B                     | 14        | 1         | КІ                 | 2                  | 0                  | -                    | -                    | -                    | -             | -             | -             | 16     | 1      |
| 2012–13               | «Віченца»             | B                     | 18        | 4         | КІ                 | -                  | -                  | -                    | -                    | -                    | -             | -             | -             | 18     | 4      |
| 2013-14               | Левскі                | ЧБ                    | 19        | 7         | КБ                 | 1                  | 1                  | -                    | -                    | -                    | -             | -             | -             | 20     | 8      |
| 2014–15               | «Тернана»             | B                     | 27        | 6         | КІ                 | -                  | -                  | -                    | -                    | -                    | -             | -             | -             | 27     | 6      |
| 2015–16               | «Партизан»            | СЛ                    | 7         | 5         | КС                 | 0                  | 0                  | ЛЧ ЛЄ                | 6 1                  | 0                    | -             | -             | -             | 14     | 5      |
| Усього за кар'єру     | Усього за кар'єру     | Усього за кар'єру     | 294       | 67        |                    | 20                 | 9                  |                      | 13                   | 1                    |               | -             | -             | 327    | 77     |

## Титули
- Володар Кубок Сербії з футболу (1):
  - Партизан: 2016